# アルビオン駅 (ミシガン州)
アルビオン駅（英語：Albion Station）はミシガン州アルビオン ノース・イートン・ストリート300にある駅。 全米各地を結ぶ旅客鉄道のアムトラックが乗り入れている。

## 概要
当駅の現在の駅舎はミシガン・セントラル鉄道の駅として1882年に建てられた。このレンガ造の建物は二つの意匠を凝らしたブラケットで庇を支える張り出し窓を三方に持つ典型的な長方形のイタリア風の駅舎である。

## 利用可能な鉄道路線／列車
アムトラックの停車する列車は下記の通り。
シカゴとポンティアック間の昼行中距離列車ウォルバリン号… 1日2往復停車